# 古溪镇 (泰兴市)
古溪镇，是中华人民共和国江苏省泰州市泰兴市下辖的一个乡镇级行政单位。

## 行政区划
古溪镇下辖以下地区：
横垛社区、古溪社区、周庄村、尹垛村、顾庄村、常桥村、东雁岭村、西雁岭村、刁网村、野芹村、钱荡村、谢荡村、塘湾村和皂桥村。